# Сульфат галлия(III)-калия
Сульфа́т га́ллия(III)-ка́лия — неорганическое соединение,
комплексная соль калия, галлия и серной кислоты с формулой KGa(SO4)2,
кристаллы,
растворяется в воде,
образует кристаллогидраты — галлийкалиевые квасцы.

## Физические свойства
Сульфат галлия(III)-калия образует кристаллогидрат состава KGa(SO4)2·12H2O, кристаллы кубической сингонии, пространственная группа P a3, параметры ячейки a = 1,2223 нм, Z = 4.
Растворяется в воде.